# Eleição municipal de Tatuí em 2012
A eleição municipal de Tatuí em 2012 foi o 16.º pleito eleitoral realizado na história do município. Ocorreu oficialmente em 7 de outubro e foi disputada em turno único, dado que Tatuí por não ter 200 000 eleitores registrados e aptos ao voto, não atende ao critério eleitoral definido pelo inciso II do artigo nº 29 da Constituição Federal para a realização de um 2.º turno caso nenhum dos candidatos à prefeito alcance maioria absoluta dos votos. Neste caso, o(a) vencedor(a) é escolhido por maioria simples.
Segundo dados do Tribunal Superior Eleitoral, 79 379 eleitores compunham o eleitorado tatuiano apto a votar para eleger 1 prefeito, 1 vice–prefeito e 17 vereadores para a Câmara Municipal em 2012.

## Candidaturas oficiais
O então vereador Manu Coelho (PMDB) teve seu cargo cassado antes do início do período eleitoral por infidelidade partidária. Entretanto, tal ação não teve influência sobre sua candidatura vitoriosa para prefeito de Tatuí.
| Candidaturas deferidas pelo TSE para a disputa eleitoral | Candidaturas deferidas pelo TSE para a disputa eleitoral | Candidaturas deferidas pelo TSE para a disputa eleitoral | Candidaturas deferidas pelo TSE para a disputa eleitoral | Candidaturas deferidas pelo TSE para a disputa eleitoral | Candidaturas deferidas pelo TSE para a disputa eleitoral | Candidaturas deferidas pelo TSE para a disputa eleitoral                                                         | Candidaturas deferidas pelo TSE para a disputa eleitoral |
| N.º                                                      | N.º                                                      | Candidato(a) a prefeito(a)                               | Candidato(a) a prefeito(a)                               | Candidato(a) a vice-prefeito(a)                          | Candidato(a) a vice-prefeito(a)                          | Coligação | Situação                                                 |
| -------------------------------------------------------- | -------------------------------------------------------- | -------------------------------------------------------- | -------------------------------------------------------- | -------------------------------------------------------- | -------------------------------------------------------- | --- | -------------------------------------------------------- |
|                                                          | 15                                                       |                                                          | Manu Coelho (PMDB)                                       |                                                          | Vicente Menezes (PMDB)                                   | Tatuí melhor ainda PMDB / PRB / PT / PTN / PR / PPS / PHS                                                        | Eleito                                                   |
|                                                          | 43                                                       |                                                          | Júlio Villa Nova (PV)                                    |                                                          | Márcio Medeiros (PV)                                     | Governo que o Povo merece PV / PSDC / PRP                                                                        | Não eleito                                               |
|                                                          | 45                                                       |                                                          | Luiz Paulo (PSDB)                                        |                                                          | Luiz Antônio Voss (PSDB)                                 | Para Tatuí seguir em frente e o Desenvolvimento continuar PSDB / PDT / PTB / PSL / DEM / PMN / PSB / PPL / PCdoB | Não eleito                                               |
|                                                          | 55                                                       |                                                          | Borssato (PSD)                                           |                                                          | Cida Quevedo (PSD)                                       | Competência e Simpatia PSD / PTdoB                                                                               | Não eleito                                               |

## Campanha eleitoral
O prefeito eleito Manu Coelho (PMDB) estruturou sua campanha com muitos aspectos ligados à saúde, sofrendo críticas a respeito de onde viria o dinheiro para tais mudanças, como a construção de novos postos de saúde, uma UTI neonatal, um centro de hemodiálise e um centro oncológico. Também foram feitas menções a criação de uma patrulha agrícola rural e bases móveis da Guarda Municipal, parceria com a FIESP para a fundação de uma unidade do SENAI em Tatuí e a construção de creches.
Dentro de suas propostas, também constavam o atrativo a empresários para a criação de novas indústrias na cidade, se baseando em táticas que já se mostraram eficientes em cidades próximas. Nas propostas de campanha de Manu, estiveram também a criação de Centro Olímpico e um Centro de Artes Marciais, a criação de um cursinho pré-vestibular gratuito, do ProUni Municipal e de novos cursos na Escola de Enfermagem, a construção de um Teatro-Escola para ensino de artes, a construção de uma cerca eletrônica de monitoramento de veículos e investimentos em cultura e música.

## Resultados eleitorais

### Poder Executivo
Após uma campanha eleitoral bastante disputada entre duas candidaturas, o candidato oposicionista Manu Coelho (PMDB) sagrou-se vencedor do pleito, vencendo por estreita margem de votos o candidato governista Luiz Paulo (PSDB), apoiado pelo então prefeito em exercício Gonzaga (PSDB), após conquistar 25 752 votos, o equivalente a 47,18% dos votos válidos. Seu mandato à frente da Prefeitura de Tatuí teve início em 1 de janeiro de 2013 e foi concluído em 31 de dezembro de 2016.
Os 4 808 votos obtidos pelo ex-prefeito Borssato (PSD) foram contabilizados como nulos, porque sua candidatura foi indeferida pelo TSE, embora tenha conseguido concorrer à Prefeitura com uma candidatura sub judice. Caso estivesse em situação regular com a Justiça Eleitoral, ainda assim não venceria o pleito, pois terminaria a disputa na 3.ª colocação.
| Candidatos a prefeito(a)   | Candidatos a prefeito(a) | Candidatos a vice-prefeito(a) | Votação | Votação     |
| Candidatos a prefeito(a)   | Candidatos a prefeito(a) | Candidatos a vice-prefeito(a) | Total   | Porcentagem |
| -------------------------- | ------------------------ | ----------------------------- | ------- | ----------- |
|                            | Manu Coelho (PMDB)       | Vicente Menezes (PMDB)        | 25 752  | 47,18%      |
|                            | Luiz Paulo (PSDB)        | Luiz Antônio Voss (PSDB)      | 24 786  | 45,41%      |
|                            | Borssato (PSD)           | Cida Quevedo (PSD)            | cassado | cassado     |
|                            | Júlio Villa Nova (PV)    | Márcio Medeiros (PV)          | 4 048   | 7,42%       |
| Total de votos válidos     | Total de votos válidos   | Total de votos válidos        | 54 586  | 54 586      |
| Votos apurados             |                          |                               |         |             |
| Votos válidos              | Votos válidos            | Votos válidos                 | 54 586  | 83,78%      |
| Votos em branco            | Votos em branco          | Votos em branco               | 2 082   | 3,20%       |
| Votos nulos                | Votos nulos              | Votos nulos                   | 8 480   | 13,02%      |
| Total de votos apurados    | Total de votos apurados  | Total de votos apurados       | 65 148  | 65 148      |
| Participação do eleitorado |                          |                               |         |             |
| Comparecimentos            | Comparecimentos          | Comparecimentos               | 65 148  | 82,07%      |
| Abstenções                 | Abstenções               | Abstenções                    | 14 231  | 17,93%      |
| Total de eleitores aptos   | Total de eleitores aptos | Total de eleitores aptos      | 79 379  | 79 379      |
| Fonte: UOL                 |                          |                               |         |             |

### Poder Legislativo
No sistema proporcional, pelo qual são eleitos os vereadores, o voto dado a um(a) candidato(a) é primeiro considerado para a coligação da qual o partido político em que ele(a) é filiado(a) faz parte. O total de votos da coligação é o que define quantas cadeiras o partido terá. Definidas as cadeiras, os candidatos(as) mais votados(as) do partido são chamados a ocupá-las. Abaixo encontram-se os candidatos a vereador eleitos, reeleitos e os que ficaram como suplentes para a 16.ª legislatura, iniciada em 1 de janeiro de 2013 e concluída em 31 de dezembro de 2016.
| N.º   | Candidato(a)                | Coligação                        | Votos | Porcentagem | Situação    |
| ----- | --------------------------- | -------------------------------- | ----- | ----------- | ----------- |
| 11123 | Marquinho da Santa Casa     | PP / DEM / PDT / PPL / PTB / PSL | 2 385 | 4,01%       | Eleito(a)   |
| 25123 | Bossolan da Rádio           | PP / DEM / PDT / PPL / PTB / PSL | 1 780 | 2,99%       | Eleito(a)   |
| 45045 | Doutor Fábio Menezes        | PSDB / PCdoB                     | 1 540 | 2,59%       | Reeleito(a) |
| 23123 | Ronaldo do Sindicato        | PPS / PMDB / PRB                 | 1 371 | 2,31%       | Eleito(a)   |
| 45555 | Márcio do Santa Rita        | PSDB / PCdoB                     | 1 263 | 2,12%       | Eleito(a)   |
| 15000 | Doutor Avallone             | PPS / PMDB / PRB                 | 1 231 | 2,07%       | Eleito(a)   |
| 45000 | Doutor Saporito             | PSDB / PCdoB                     | 1 230 | 2,07%       | Reeleito(a) |
| 10123 | Eduardinho Amigo do Povo    | PPS / PMDB / PRB                 | 1 216 | 2,05%       | Eleito(a)   |
| 33123 | Rosana do Supermercado      | PMN / PSB                        | 1 186 | 2,00%       | Eleito(a)   |
| 40013 | Pangaré                     | PMN / PSB                        | 1 025 | 1,72%       | Eleito(a)   |
| 12345 | Dione                       | PP / DEM / PDT / PPL / PTB / PSL | 983   | 1,65%       | Eleito(a)   |
| 40400 | Valdeci Proença Cabelereiro | PMN / PSB                        | 949   | 1,60%       | Eleito(a)   |
| 45678 | Júnior Vaz                  | PSDB / PCdoB                     | 949   | 1,60%       | Eleito(a)   |
| 54123 | Job                         | PP / DEM / PDT / PPL / PTB / PSL | 946   | 1,59%       | Reeleito(a) |
| 13520 | José Franson                | PT / PR / PHS                    | 935   | 1,57%       | Eleito(a)   |
| 15123 | Doutor Jorge Sidnei         | PPS / PMDB / PRB                 | 920   | 1,55%       | Suplente    |
| 15500 | Auro de Jesus               | PPS / PMDB / PRB                 | 894   | 1,50%       | Suplente    |
| 25444 | Oséias Rosa                 | PP / DEM / PDT / PPL / PTB / PSL | 881   | 1,48%       | Suplente    |
| 13456 | Laranjeira                  | PT / PR / PHS                    | 878   | 1,48%       | Eleito(a)   |
| 13123 | André Norbal                | PT / PR / PHS                    | 873   | 1,47%       | Eleito(a)   |